# Aeroporto di Vientiane-Wattay
L'Aeroporto di Vientiane-Wattay (IATA: VTE, ICAO: VLVT) è un aeroporto internazionale laotiano situato a Wattay, sobborgo 3 km a nord-ovest della capitale Vientiane lungo la strada statale 13. La struttura è costituita da un solo terminal ed è dotata di una pista in asfalto lunga 3 000 m posta ad un'altitudine di 172 m s.l.d.m con orientamento delle piste 13/31.
L'aeroporto, hub della compagnia aerea nazionale Lao Airlines, è gestito dalle Forze armate popolari del Laos ed è aperto al traffico commerciale e militare.
Nel luglio 2011, il Ministero dei lavori pubblici e dei trasporti del Laos ha avviato un nuovo progetto di espansione in collaborazione con la China CAMC Engineering Company. Il progetto ha visto l'allungamento della pista di asfalto singola di 260 metri a 3.000 metri; lo sviluppo di parcheggi; la ristrutturazione del suo sistema stradale e di drenaggio; l'ampliamento di due piazzali per ospitare aeromobili più grandi; e la costruzione di nuovi uffici per la LAA e il Dipartimento dell'aviazione civile laotiana. Il Giappone ha fornito 1,9 miliardi di yen di finanziamenti al progetto tramite la Agenzia giapponese per la cooperazione internazionale. Il progetto è iniziato a dicembre 2011 ed è stato completato a novembre 2012. A febbraio 2012, la Bouathip Lao Company ha fornito 3 milioni di dollari americani per espandere il terminal nazionale.
A dicembre 2015, l'aeroporto ha lanciato un altro progetto di espansione, completato ad agosto 2018. Il progetto ha visto l'ampliamento del terminal internazionale, la costruzione di un nuovo terminal nazionale e il miglioramento di diverse strutture. Il progetto è stato nuovamente finanziato dalla Agenzia per la cooperazione internazionale del Giappone, che ha contribuito con un prestito di 9 miliardi di yen.

## Nuovo aeroporto
Un nuovo aeroporto sarà costruito nel distretto di Xaythany per sostituire il sovraffollato aeroporto internazionale di Wattay.